# Escándalo del Palomar
El escándalo del Palomar o escándalo de la venta de tierras del Palomar comenzó a raíz de una denuncia, efectuada el 16 de mayo de 1940, por el senador Benjamín Villafañe, en relación con una venta de tierras destinadas a la ampliación del Colegio Militar de El Palomar por un intermediario, a precio sobrevaluado a fin de que los beneficios, una vez pagados los verdaderos propietarios, fueran repartidos entre diputados y empleados de la Cámara de Diputados y funcionarios del Ministerio de Guerra de la Nación Argentina. La suma había sido aprobada en el presupuesto del Ministerio de Guerra por el Congreso de la Nación Argentina, previo pago de sumas de dinero a diputados radicales y al presidente de la Cámara de Diputados y de la Comisión de Presupuesto.

## Antecedentes
El negociado de El Palomar tiene su origen en hechos anteriores a la presidencia de Roberto Marcelino Ortiz y el ministerio del General de Brigada Carlos D. Márquez. El Ministerio de Guerra decidió comprar 222 hectáreas para agrandar el Colegio Militar de El Palomar y otras dependencias militares. Las propietarias de esas tierras eran las hermanas Pereyra Iraola de Herrera Vegas que se la ofrecen en venta al Ejército Argentino a $ 1 el metro cuadrado. Pero el 26 de noviembre de 1936, la Dirección General de Ingenieros tasa esas tierras en $ 0,20 la unidad métrica por "ser terrenos anegadizos y de poca calidad", cancelándose la operación de compra.
Un intermediario, Néstor Luis Casás, se ofreció a las propietarias a vender las tierras al Ministerio por un valor de $ 0,65 en favor de ellas, con una diferencia en su favor. Aceptada la oferta, el 22 de diciembre de 1937 las hermanas María Antonia y María Luisa Pereyra Iraola de Herreras Vegas, firmaron una opción de compra-venta por ese precio. Ese mismo día, por intermedio de su apoderado Jacinto Baldassarre Torres, Casás ofreció en venta las tierras a la Comisión de Presupuesto de la Cámara de Diputados de la Nación Argentina, al precio de $ 1,10 el metro cuadrado. El 31 de diciembre de 1938, dicha Comisión incluyó en el presupuesto para 1938 una partida destinada a la compra de esas tierras a un valor autorizado de $ 1,10 por unidad métrica. El 11 de enero de 1939 el ministro Márquez solicita al Presidente la firma del decreto 21.683/38 de autorización de compra "a un precio no mayor de $ 1,10 (pesos uno con 10/100) el metro cuadrado a quien resulte propietario de las mismas", pese a la anterior tasación de la Dirección General de Ingenieros.
La venta se hace de este modo: el Banco Nación de La Plata levantó una hipoteca de $ 723.000 que gravaba el terreno; se firmó una primera escritura de venta por $ 1 447 906 pesos entre las propietarias y el intermediario; y una segunda escritura de venta por un monto de $ 2 450 303, entre Casás y el Ministerio de Guerra de la Nación. Sin embargo, el orden de los pagos efectuados fue en sentido inverso: el ministerio pagó en títulos al intermediario, este entregó parte de los títulos a los propietarias por el valor acordado entre ellos y estas últimas levantaron la hipoteca.
La suscripción de las tres escrituras, efectuadas en el mismo banco, no merecieron la observación del representante del Ministerio de Guerra, ni de parte del Escribano del Banco, ni del Escribano Mayor del Gobierno, ni del presidente de la Contaduría General de la Nación Argentina. La diferencia por $ 1.002.397 se distribuyó de la siguiente manera: una parte quedó en poder de Casás, que vende por su cuenta, el resto se repartió entre parlamentarios, funcionarios administrativos de mediano rango y personas con nombres supuestos. 
El conservador Juan G. Kaiser, presidente de la Cámara de Diputados de la Nación Argentina que gestionó la autorización presupuestaria para comprar a $ 1,10, se benefició con $ 126.925,18; el conservador Gregorio R. Godoy, presidente de la Comisión de Presupuesto y Hacienda que hizo aprobara la autorización, con $ 177.000 en títulos del Tesoro y $ 140.689,26 en efectivo; el diputado radical Miguel Á. Aguirre Zabala, aceptó un soborno de $ 25.373,85; y otros dos diputados, el radical Guillermo Bertotto y  el antipersonalista Víctor Juan Guillot (quien se suicidaría como consecuencia del escándalo), cobraron títulos del Tesoro que, vendidos significaban $ 12.612,48 para cada uno.

## La denuncia y las motivaciones políticas
Esta denuncia fue formulada en la sesión del 16 de mayo de 1940 por el senador Benjamín Villafañe y descubierta por el ex gobernador de Buenos Aires, Manuel Fresco tras la intervención decretada por Ortiz a su gobierno, puso la operación en conocimiento del periodista José Luis Torres, exministro del gobernador Nougués en Tucumán, que denunció los hechos en la revista semanario “Ahora” y entregó la información al senador jujeño.
La denuncia ponía en tela de juicio la política moralizadora de Ortiz, pues este había firmado el decreto autorizando concretar la operación de compra de las tierras a petición del Ministro de Guerra, el general Carlos D. Márquez. Villafañe la llamó "algo que no se puede menos que calificar de horroroso" y pidió una comisión investigadora. Se formó entonces la Comisión Investigadora de la Compra de Tierras en El Palomar, integrada por los senadores Gilberto Suárez Lago, Héctor González Iramain y Alfredo Palacios. El 8 de agosto de 1940 la Comisión, presidida por Palacios, publicó sus conclusiones. Acusaba de mal desempeño de sus funciones al ministro Carlos D. Márquez, para quien solicitaban un proceso de juicio político, y al titular de la Contaduría General de la Nación, Mario Argentino de Tezanos Pinto; haciendo responsables por cohecho a los diputados involucrados, para quienes solicitaba la exclusión del cuerpo, y solicitando el sometimiento del resto de los intervinientes ante la justicia ordinaria.
La defensa de Márquez fue débil: la tasación fue durante el ministerio de Pertiné y los terrenos resultaban imprescindibles para ampliar el Colegio Militar. Además, él nada tuvo que ver en la fijación del precio. Pese al apoyo de los senadores radicales, el informe fue aprobado y pasó a Diputados para que se promoviese el juicio político al ministro y la exclusión de los legisladores implicados. Hubo manifestaciones callejeras —organizadas por el radicalismo— de apoyo al presidente Ortiz y al ministro Márquez, en "defensa de la democracia". Se produjeron altercados con los grupos nacionalistas.

## La renuncia de Ortiz
El 22 de agosto de 1940 el editorial del diario La Prensa reclamaba la renuncia del gabinete tras el escándalo. La investigación Senatorial motivó la renuncia del presidente de la Nación, Roberto M. Ortiz, ese mismo día, al sentirse afectado políticamente por los resultados de la misma. Pensó en hacerla indeclinable, pero fue persuadido de ello por quienes —el expresidente Agustín P. Justo entre ellos— le advirtieron sobre un supuesto golpe de Estado que darían el ministro Márquez y los suyos si Ramón Castillo quedaba como presidente titular. Si "el país" confiaba en la inocencia del mandatario, rechazaría por unanimidad su dimisión.
El texto de la renuncia rechazaba las imputaciones y defendía al ministro de Guerra: "Nadie, que no sea un malvado, podría insinuar siquiera que yo haya encubierto o facilitado la venalidad en ningún momento de mi ya larga vida política y de funcionario, concepto en que incluyó al dignísimo general don Carlos D. Márquez. Protesto y no acepto la intención de vincularme a esta menguada confabulación de intereses, que repudio y condeno..."
La defensa no convencía del todo, porque si Ortiz y Márquez no habían sido partícipes del negociado, lo habían facilitado por negligencia o tolerancia. Publicado el texto en los vespertinos, se produjo una viva inquietud entre los oficiales adictos a Márquez, considerándose seriamente la posibilidad de desplazar a Castillo. Motivó más agitación una visita hecha por el general Accame al vicepresidente, se pensó que ese jefe ocuparía el Ministerio de Guerra para desmontar el aparato militar de Márquez. Las cosas se aquietaron al saberse que el Ministerio había quedado —interinamente— a cargo del almirante Scasso, quien aclaró en un radiograma que no se proponía remover los nombramientos de Márquez.
El Congreso de la Nación Argentina, en asamblea legislativa del 24 de agosto, rechazó la renuncia por 170 votos a 1. El único voto en contra perteneció al Senador Matías Sánchez Sorondo, quien acusó a Ortiz de “incapacidad constitucional”.
En 1945, los legisladores involucrados fueron condenados a penas de entre 5 y 6 años de prisión, pero ya se habían fugado al Uruguay. Baldasarre Torres y Casás terminaron presos. En 1947 el presidente Juan Perón indultaría a algunos de ellos. En cuanto a las tierras (que eran inundables), el Ejército las arrendó para la instalación de un tambo.

## Las maniobras de Justo entre bambalinas
Detrás del escenario se movía, nuevamente, la figura del general Agustín P. Justo. Estaba interiorizado del asunto antes del informe de la comisión del Senado y —presumiblemente— habría ofrecido a Márquez detener el escándalo a cambio de su renuncia. El ministro de Guerra, confiando en sus apoyos políticos y militares, no aceptó. Justo deseaba volver a la presidencia en 1944 y para ello requería el apoyo del radicalismo a cambio de la eliminación del fraude. 
Sin embargo, Roberto M. Ortiz le quitaba esa posibilidad, se entregaba incondicionalmente a los radicales. Además, Márquez compartía esas ambiciones presidenciales, por eso había reorganizado el ejército a su medida y tenía buenas posibilidades de ser candidato radical. El único juego posible para Justo consistiría en frenar el golpe de Márquez, obtener la renuncia del gabinete e influir en la reorganización que hiciera Ramón Castillo. El escándalo debería pasar sin mayor deterioro para el presidente y el ministro de Guerra y la investigación no se profundizaría. Se movió con habilidad, logrando que la renuncia de Ortiz no fuera "indeclinable". Consiguió que fuera rechazada en forma casi unánime, demostrando a los conservadores que —para evitar un golpe militar— era mejor que siguiera Ortiz desde la residencia, mientras Castillo gobernaba interinamente con gabinete propio. Los radicales, por supuesto, votaron por el rechazo a fin de sostener la política oficial de cancelación del fraude.